# Wet toelating zorginstellingen
De Wet toelating zorginstellingen (WTZi) is een Nederlandse wet die vastgesteld is in 2005. De wet regelt de toelating van zorginstellingen. De wet vervangt de Wet ziekenhuisvoorzieningen (WZV) en de Tijdelijke Verstrekkingenwet maatschappelijke dienstverlening (TVWMD)
Zorginstellingen hebben een toelating nodig wanneer zij zorg willen leveren met vergoedingen via de Zorgverzekeringswet of Wlz, voorheen de AWBZ. De Wet stelt regels voor een goed bestuur en wanneer er winst uitgekeerd mag worden. Doel is geleidelijk meer vrijheid en verantwoordelijkheid voor de zorginstellingen te creëren. 

## Uitvoering door het CIBG
Een aanvraag voor toelating toetst het Centraal Informatiepunt Beroepen Gezondheidszorg (CIBG). Dit is een uitvoeringsorganisatie van het ministerie van VWS.
Als de minister op advies van het CIBG een toelating wil beperken of intrekken mogen:
- het bestuur en medewerkers van de betrokken instelling,
- de zorgverzekeraars, waarmee de instelling een overeenkomst heeft gesloten,
- en het college van B&W van de gemeente waarin de instelling zich bevindt

hun opmerkingen kenbaar maken.

## Kosten en middelen
De kosten van het CIBG zijn voor 2010 geraamd op € 16,4 miljoen. Het CIBG voert overigens meer taken uit.